# Petrus Lombardus
Latinul elterjedt nevén Petrus Lombardus, magyarosan Lombardiai Péter (1100 körül – 1160. augusztus 21 vagy 22.) középkori skolasztikus itáliai teológus, Párizs püspöke, latin nyelven alkotó egyházi író. Fő munkájának címe után a Magister sententiarum nevet nyerte az utókortól.

## Élete
Péter a lombardiai Lumello vagy Novara városában született. Szegény ifjúként nőtt fel, de egyesek felismerték tehetségét, és a bolognai főiskolára küldték tanulni. Később Clairvaux-i Szent Bernát javaslatára 1134-től Reimsben, majd 1136-tól Párizsban folytatott tanulmányokat. Tanárai Champeaux-i Vilmos, Pierre Abélard és a valószínűleg Hugo de Sancto Victore voltak.
Miután befejezte tanulmányait, az 1143-tól ünnepelt teológus, 1145-től a párizsi Notre Dame-székesegyház kanonokja, és – talán már korábban is – tanára. 
1147-ben szubdiákonussá szentelték, 1148-ban pedig részt vett a reimsi zsinaton, ahol föllépett Gilbertus Porretanus ellen. Diakónus lett, és 1154-ben pedig Rómában is járt.
1159-ben párizsi püspökké választották, azonban csak egy évig volt ebben a tisztségben. 1160-ban hunyt el.

## Művei
Több írást is hagyott maga után, melyeket először 1546-ban nyomtattak ki:
- Sententiarum libri IV, Péter főműve, amely a teljes katolikus hittudományt dolgozza fel. I. könyve a háromszemélyű Istenről, II. a teremtményekről és a bűnbeesésről, III. Krisztusról és a megváltásról, IV. a szentségekről és a végső dolgokról szól. Péter munkamódszere az volt, hogy mindegy egyes hittételt először a Szentírásból és az egyházatyáktól (Hippói Szent Ágoston, Szent Ambrus, Poitiers-i Szent Hilár, Toledói Julianus[4]) vett érvekkel igazol, majd a dialektika segítségével rámutat a hitigazságok észszerűségére és cáfolja az ellenük felhozott ellenvetéseket. Felhasználta az újabb tudósok (Hugo de Sancto Victore, Gratianus, Chartres-i Ivó) munkáját is.[4] A Sententiarum libri IV-t Alexander of Hales már 1222 körül kézikönyvként használta, 1245 körül pedig Richard Fichacre is oktatott belőle Oxfordban. Ettől kezdve Péter szentenciáinak kommentálása a teológiai magiszteri fokozat elnyerésének egyik fő feltétele, és így a 17. századig a középkor legfontosabb teológiai szövege volt.[4]
- Glosse magistralis, a bibliai zsoltárok magyarázatát tartalmazza[3]
- Szent Pál összes leveleinek magyarázata[3]
- Prédikációk, 30 darab ismert[4]
- Levelek[3]